# 动物园前站
動物園前站（日语：／ Dōbutsuen-mae eki */?）是位於日本大阪府大阪市西成區，屬於大阪市高速電氣軌道（大阪地下鐵）的鐵路車站。御堂筋線與堺筋線2條路線皆在此站停靠。
因此站是距離天王寺動物園最近的車站，故以此作為站名。御堂筋線月台的牆壁更描繪了許多動物的例證。但參觀動物園的遊客大部分都是從大阪少數的總站之一，鄰站天王寺站的西北入口入園，故此站變成御堂筋線與堺筋線的轉乘站。本站也是距離新世界最近的車站，站名牌也併記為（新世界），但不會視為副站名，導覽廣播等不使用這個稱呼。此站位於西成區，車站出口一部分則位於浪速區。

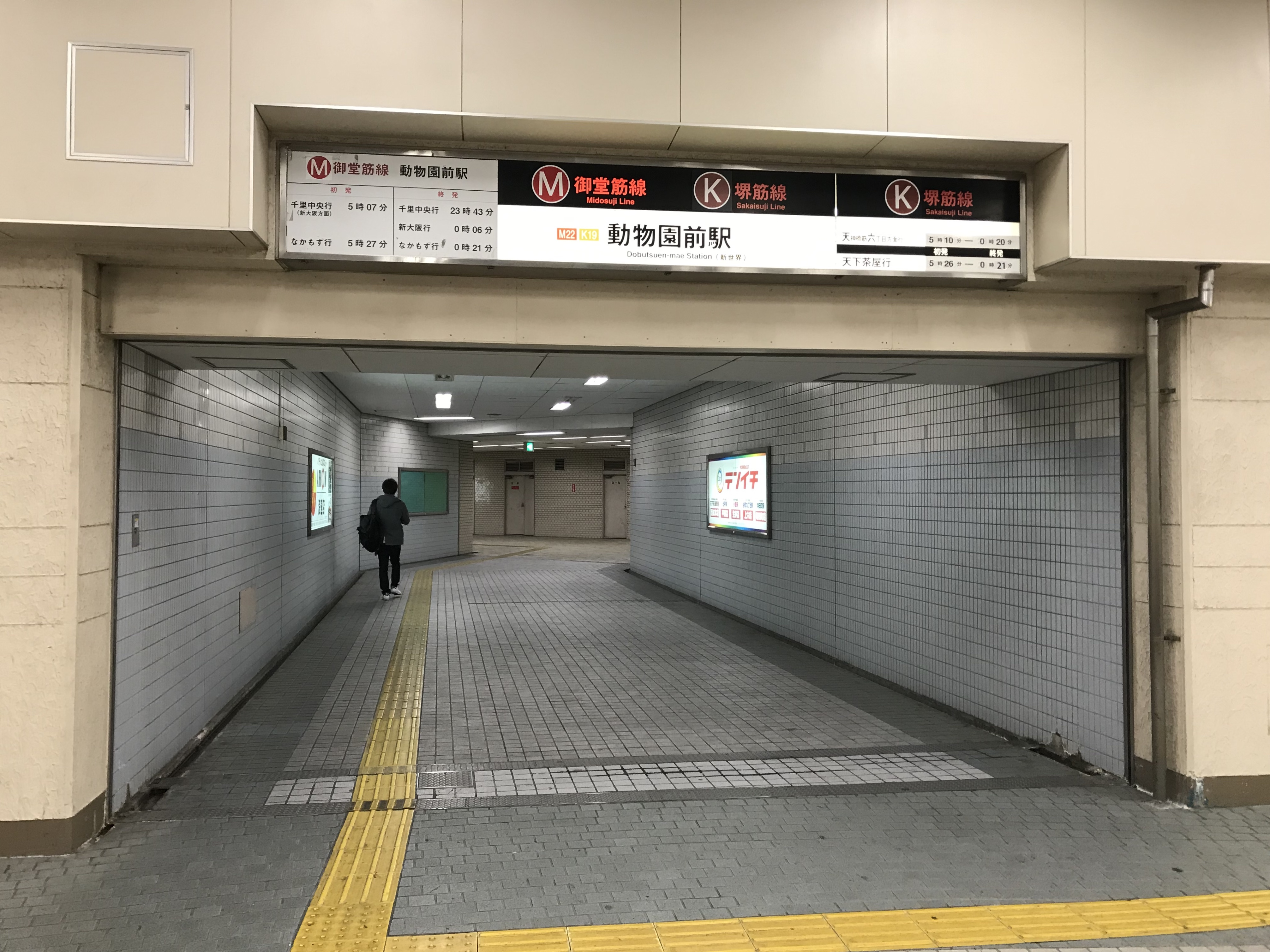
5號出入口(2019年1月)

## 車站構造

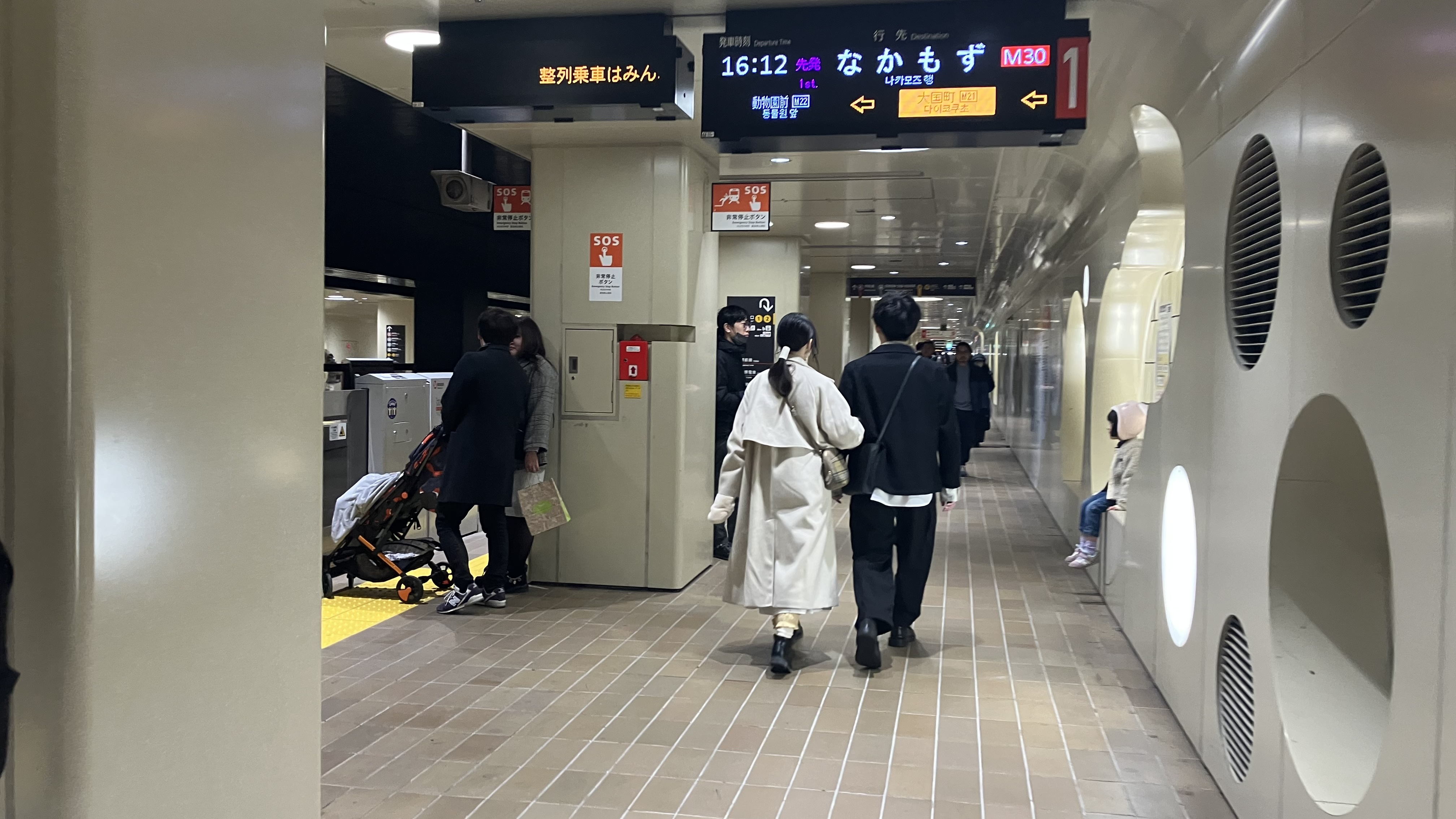
御堂筋線1號月台(2024年2月)

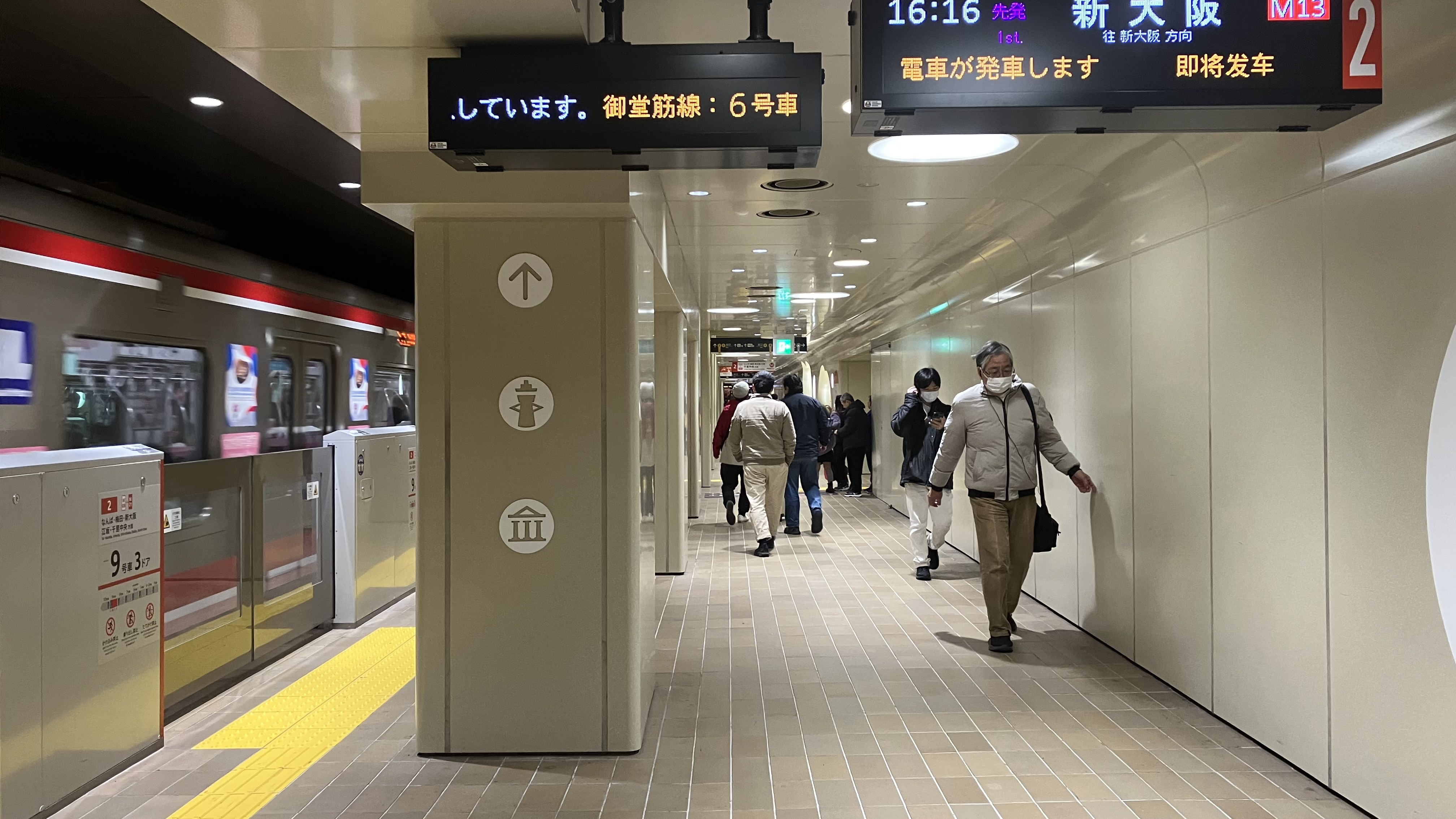
御堂筋線2號月台(2024年2月)

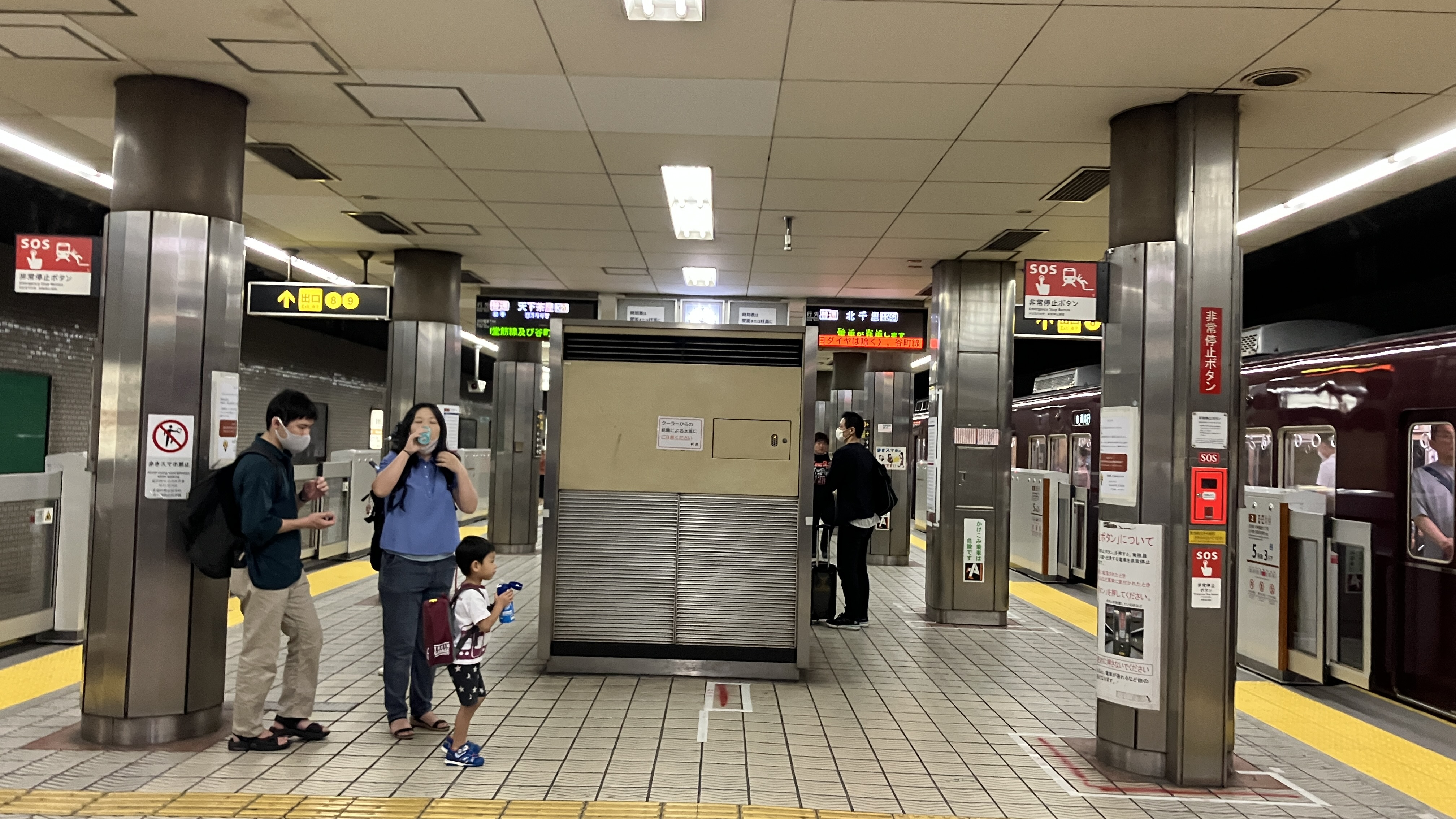
堺筋線月台(2023年6月)

站內的御堂筋線月台為側式月台2面2線，堺筋線月台則為島式月台1面2線。

### 月台配置
| 月台         | 路線         | 目的地                                                           |              |
| 御堂筋線月台 | 御堂筋線月台 | 御堂筋線月台                                                     | 御堂筋線月台 |
| ------------ | ------------ | ---------------------------------------------------------------- | ------------ |
| 1            | 御堂筋線     | 天王寺、中百舌鳥方向                                             |              |
| 2            | 御堂筋線     | 難波、梅田、新大阪、江坂、箕面萱野方向                           |              |
| 堺筋線月台   |              |                                                                  |              |
| 1            | 堺筋線       | 往天下茶屋                                                       |              |
| 2            | 堺筋線       | 日本橋、堺筋本町、天神橋筋六丁目、北千里、高槻市、京都河原町方向 |              |

### 洗手間
洗手間位於東、北、南檢票口內。

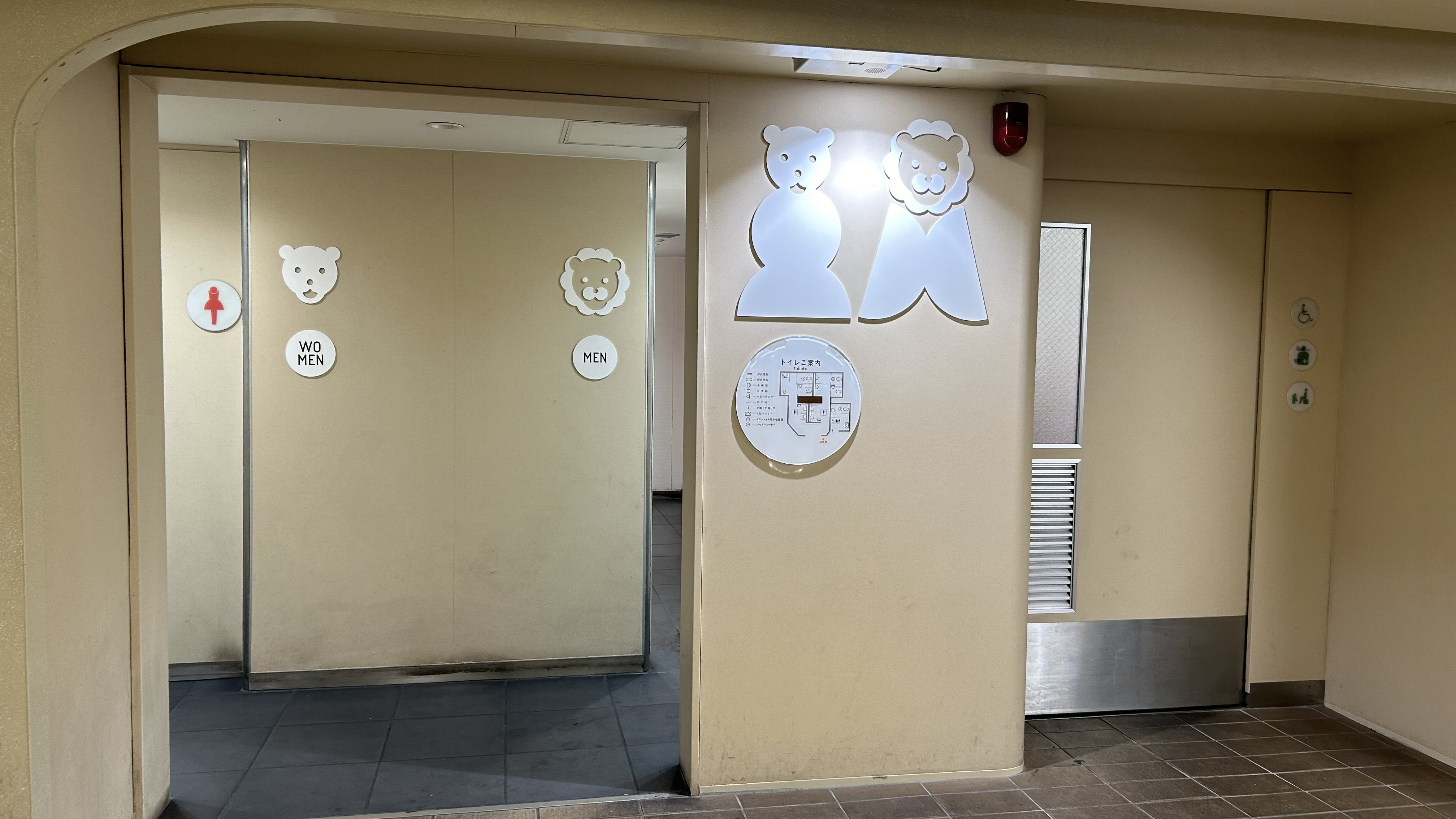
東檢票口內 洗手間
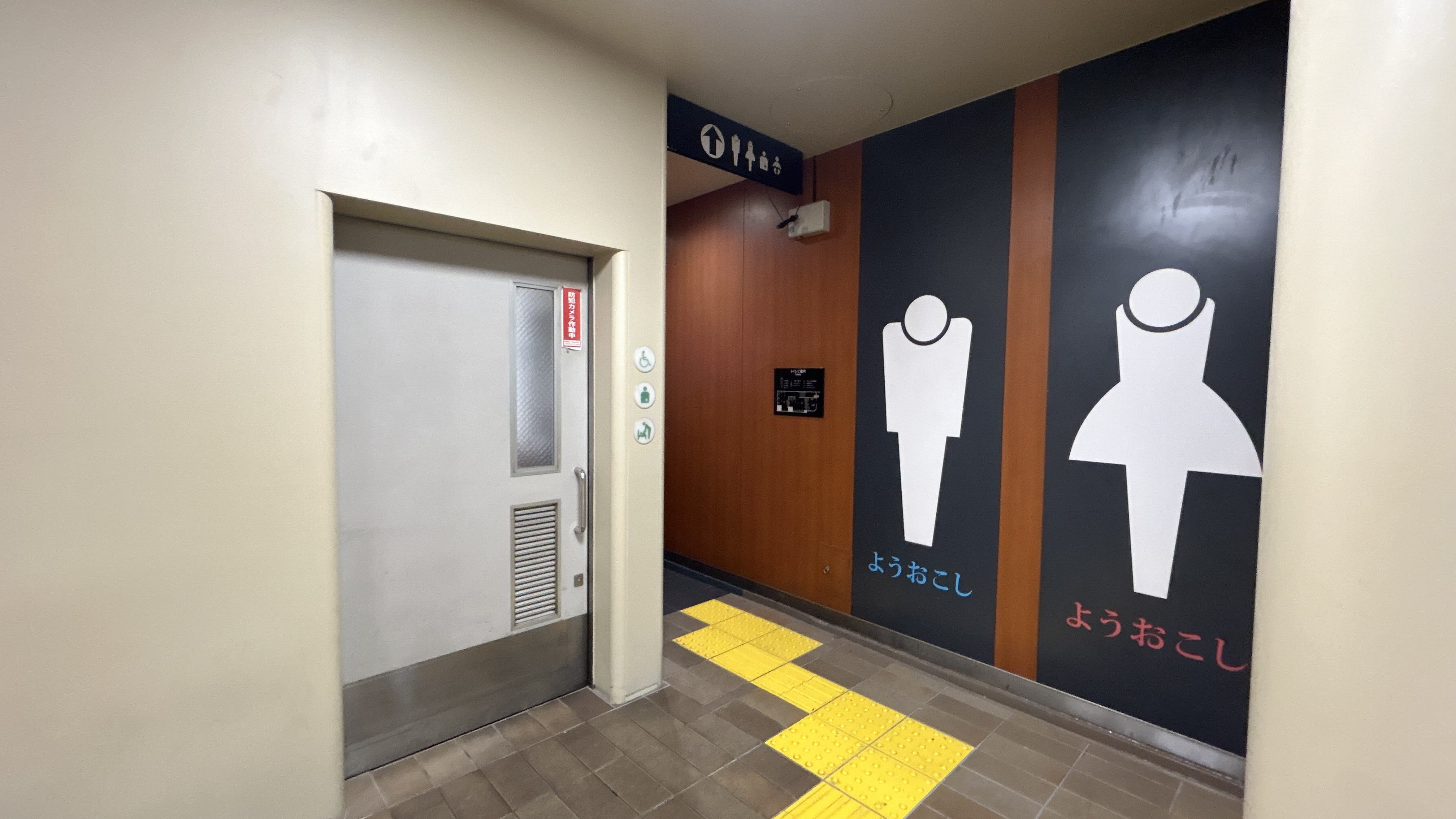
北檢票口內 洗手間
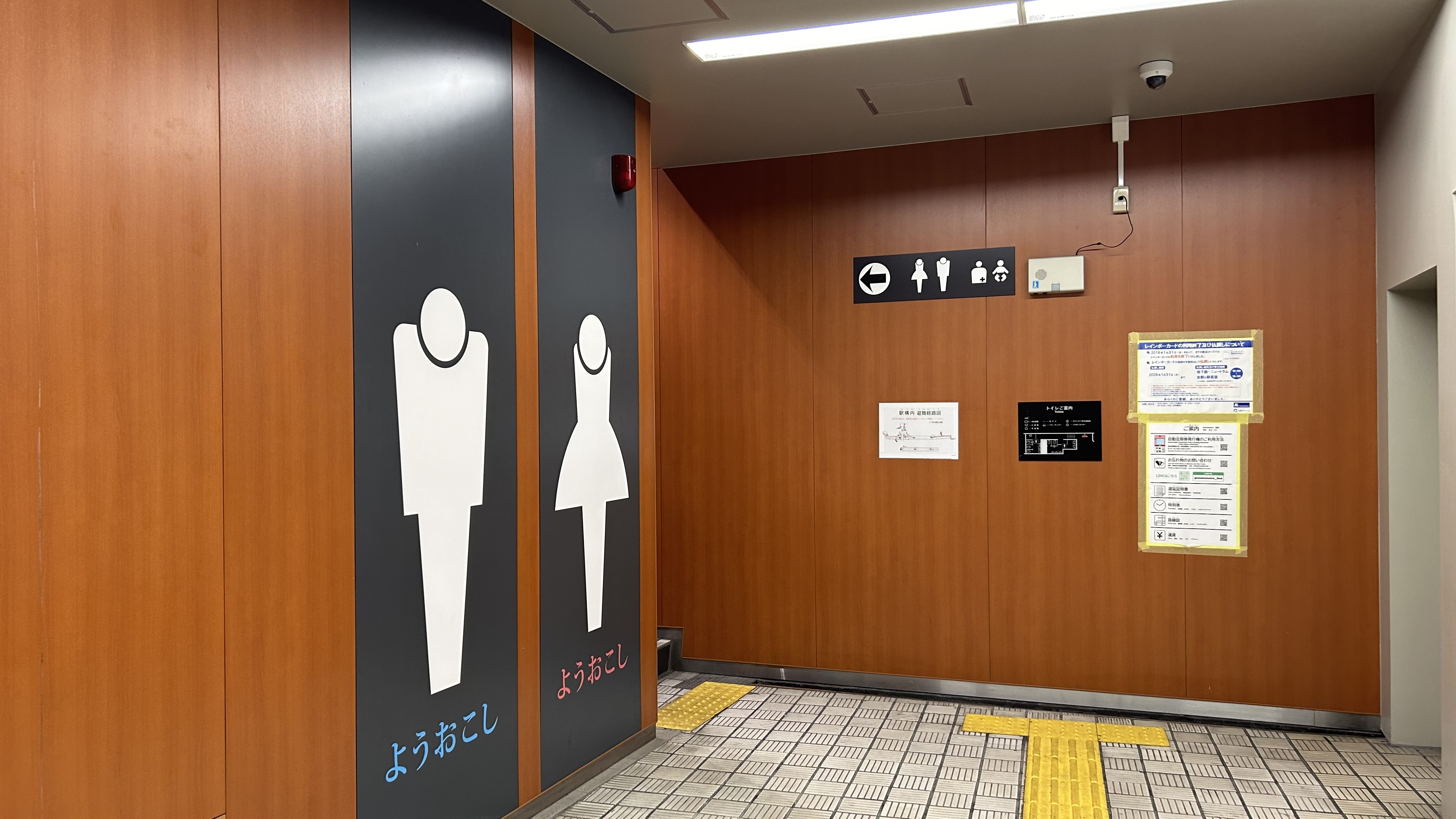
南檢票口內 洗手間

## 利用狀況
2018年11月13日上下車人次為30,125人（上車人次：15,423人，下車人次：14,702人）。兩線都是轉乘站但上下車人次仍然較少。尤其在御堂筋線的增發路段（新大阪站－天王寺站間）位於最下位，近年有大幅增長。
| 年度   | 調查日   | 上車人次 | 下車人次 | 上下車人次 |
| ------ | -------- | -------- | -------- | ---------- |
| 1990年 | 11月06日 | 16,557   | 13,421   | 29,978     |
| 1995年 | 2月15日  | 15,680   | 13,314   | 28,994     |
| 1998年 | 11月10日 | 14,591   | 12,176   | 26,767     |
| 2007年 | 11月13日 | 12,851   | 11,856   | 24,707     |
| 2008年 | 11月11日 | 12,665   | 11,502   | 24,167     |
| 2009年 | 11月10日 | 11,851   | 10,813   | 22,664     |
| 2010年 | 11月09日 | 11,503   | 10,539   | 22,042     |
| 2011年 | 11月08日 | 11,566   | 10,934   | 22,500     |
| 2012年 | 11月13日 | 11,537   | 10,900   | 22,437     |
| 2013年 | 11月19日 | 11,848   | 11,277   | 23,125     |
| 2014年 | 11月11日 | 12,536   | 12,115   | 24,651     |
| 2015年 | 11月17日 | 13,711   | 13,257   | 26,968     |
| 2016年 | 11月08日 | 13,326   | 12,781   | 26,107     |
| 2017年 | 11月14日 | 14,916   | 14,366   | 29,282     |
| 2018年 | 11月13日 | 15,423   | 14,702   | 30,125     |

## 周边设施
- 新世界
  - 通天阁
- 天王寺公园
  - 天王寺动物园
  - 大阪市立美术馆
  - 庆泽园
- 温泉世界（日语：スパワールド）
- 大阪府西成警察署
- 西成山王邮局
- 大阪市立大学医学部附属医院
- 大阪市立今宮中学
- 大阪市立萩之茶屋小学
- 飛田新地(關西地區規模最大也是最有名的紅燈區)

### 巴士路線
地铁动物园前站 (大阪市交通局)
- 7路: 开往天王寺站·大阪阿部野桥站方向 / 开往住吉川西方向
- 48路: 开往天王寺站·大阪阿部野桥站方向 / 开往住之江公园方向
- 52路: 开往天王寺站·大阪阿部野桥站方向 / 开往难波方向
- 80路: 开往天王寺站·大阪阿部野桥站方向/ 开往鶴町四丁目方向
- 西成东环线（红巴）

## 相鄰車站
大阪市高速電氣軌道（大阪地下鐵）
 御堂筋線
大國町（M21）－動物園前（M22）－天王寺（M23）
 堺筋線
惠美須町（K18）－動物園前（K19）－天下茶屋（K20）

## 外部連結
- 車站Guide：動物園前（御堂筋線） - Osaka Metro
- 車站Guide：動物園前（堺筋線） - Osaka Metro

34°38′56″N 135°30′16″E / 34.648816°N 135.504411°E